# Лејк Катрин (Флорида)
Лејк Катрин (енгл. Lake Kathryn) насељено је место без административног статуса у америчкој савезној држави Флорида.

## Демографија
По попису из 2010. године број становника је 920, што је 75 (8,9%) становника више него 2000. године.
| Група             | 2000.       | 2010.       |
| Белци             | 800 (94,7%) | 852 (92,6%) |
| Афроамериканци    | 6 (0,7%)    | 0 (0,0%)    |
| Азијати           | 2 (0,2%)    | 4 (0,4%)    |
| Хиспаноамериканци | 17 (2,0%)   | 48 (5,2%)   |
| Укупно            | 845         | 920         |